# محمد المولدي حسن
محمد المولدي حسن من مواليد 12 أكتوبر 1981 في طرابلس، ليبيا، وهو لاعب كرة قدم ليبي يلعب حاليا لنادي الاتحاد.